# Caligola (Carmelo Bene)
Caligola è un'opera teatrale di Albert Camus, diretta e interpretata dall'esordiente Carmelo Bene, con la regia di Alberto Ruggiero, andata in scena nel 1959 al Teatro delle Arti di Roma. Lo scenografo era il tedesco Titus Vossberg.
Nel 1961 ha avuto una ripresa con la regia di Bene al Politeama Genovese, con Antonio Salines nel ruolo di Scipione.

## Storia
Sulle locandine sia della prima del Caligola, che delle sue successive repliche romane, figurava il nome di "Carmelo Bene Junior" che voleva esprimere in tal modo, secondo quel che riferisce Bene, un "atto di superba modestia" o "un fatto minoritario". Egli lavorava già da circa due anni al suo Caligola, cercando di prevedere già il debutto, il cui esito sarebbe stato determinante. Infatti, una volta acclamato come nuova stella del teatro italiano, nonostante la spaccatura in due di pubblico e di critica, Bene non ebbe più bisogno di attribuirsi questo "junior", e diventò così, come da sempre ha preferito definirsi, "allievo di se stesso".
Albert Camus aveva tolto i diritti di rappresentazione del suo Caligola a tutti. Carmelo Bene insieme all'amico regista Alberto Ruggiero erano intenzionati ad andare a Parigi per parlare direttamente con l'autore, ma sapendo che Camus si sarebbe recato a Venezia al Teatro La Fenice, lì appunto si recarono. L'incontro fu caratterizzato da una strana e inspiegabile empatia fra Albert Camus e Carmelo Bene al quale furono concessi i diritti, senza pagare un soldo. La cosa ovviamente destò scalpore, finendo su tutti i giornali, dato che Bene e Ruggiero erano allora soltanto due pressoché sconosciuti giovanissimi "tetranti". La Stampa riportò dunque l'eclatante titolo «Camus ha concesso "Caligola" a giovani attori sconosciuti. Lo scrittore Premio Nobel, rifiutando le offerte delle grandi Compagnie, ha dato il copione a dei debuttanti di Roma in cambio di una poltrona alla "prima"», spiegando dunque che «dove non sono riusciti i migliori nomi della prosa internazionale, l'hanno spuntata due giovani e sconosciuti attori italiani: Alberto Ruggero, nato in Puglia ma vissuto sempre a Torino, e il suo amico Carmelo Bene. Essi sono riusciti ad ottenere dallo scrittore francese Albert Camus l'autorizzazione a rappresentare la sua opera Caligola [...] È ora noto che lo scrittore francese ha concesso una sola volta i diritti della sua opera a Gérard Philipe ma se ne era pentito amaramente. Philipe, secondo Camus, aveva snaturato il personaggio, aveva tradito completamente il significato del dramma. Da allora il Caligola è rimasto, come dire, "chiuso sotto chiave" e persino attori illustri si sono sentiti negare il permesso di metterlo in scena. Non si conosce cosa abbiano detto i due giovani al Premio Nobel Camus per ottenere il suo consenso, né si conosce che cosa abbia indotto quest'ultimo a concederlo...».

## Accoglienza
Il Caligola beniano fu un vero trionfo, con un pubblico in delirio, ma già da questo primo successo la critica si spacca in due, tra fautori e detrattori. 
In platea al Teatro delle Arti c'erano molte personalità famose: letterati, politici, attori, registi, tra cui Roberto Rossellini, Mario Pannunzio, Sandro De Feo... Durante la rappresentazione uno spettatore si addormentò ronfando in seconda fila, attirando l'attenzione di Carmelo Bene che, nei panni dell'imperatore folle, immediatamente scese dal palco e gli mollò un sonoro ceffone ridestandolo dal suo incauto sonno.
Anton Giulio Bragaglia, in particolare, entusiasta, definisce Bene un «attore di razza». John Francis Lane scrive sul Times di Londra elogiando lo spettacolo e la nuova stella nascente del teatro italiano. Il giornalista inglese molti anni più tardi ricorderà quell'evento dicendo:
Della seconda edizione del Caligola, Giannino Galloni scrive sull'Unità: